# Жагуакара
Жагуакара (порт. Jaguaquara)  —  муниципалитет в Бразилии, входит в штат Баия. Составная часть мезорегиона Юго-центральная часть штата Баия. Входит в экономико-статистический микрорегион Жекие. Население составляет 51 960 человек на 2006 год. Занимает площадь 960,398 км². Плотность населения — 54,10 чел./км².
Праздник города — 18 мая.

## История
Город основан 18 мая 1921 года.

## Статистика
- Валовой внутренний продукт на 2003 год составляет 105 498 218,00 реалов (данные: Бразильский институт географии и статистики).
- Валовой внутренний продукт на душу населения на 2003 год составляет 2132,18 реала (данные: Бразильский институт географии и статистики).
- Индекс развития человеческого потенциала на 2000 год составляет 0,647 (данные: Программа развития ООН).

## География
Климат местности: субтропический гумидный или сухой.